# أنتيديسما أسيدوم
أنتيديسما أسيدوم (بالإنجليزية: Antidesma acidum) هو نوع من النباتات المزهرة ينتمي إلى جنس أنتيديسما ضمن فصيلة الفيلانثاسية. ينمو هذا النبات في مناطق متعددة من جنوب آسيا وجنوب شرق آسيا، بما في ذلك الهند، نيبال، تايلاند، لاوس، وكمبوديا.

## الوصف
أنتيديسما أسيدوم هو شجيرة أو شجرة صغيرة ذات أوراق بيضوية لامعة، يصل ارتفاعها إلى حوالي 5 أمتار. تُنتج أزهارًا صغيرة خضراء مائلة إلى الصفرة، تتبعها ثمار عنبية الشكل، حمراء في البداية ثم تتحول إلى السواد عند النضج.

## الاستخدامات التقليدية
يُستخدم هذا النبات في الطب الشعبي في بلدان عديدة، حيث تُستعمل الأوراق لعلاج آلام المعدة والحمى، بينما تُستخدم الثمار الناضجة في صناعة المشروبات والأطعمة المحلية بسبب نكهتها الحامضية المميزة.

## الموطن والانتشار
ينمو النبات في الغابات المتساقطة الأوراق والمناطق الجبلية الرطبة حتى ارتفاع 1000 متر فوق مستوى سطح البحر. ويُعد من الأنواع المنتشرة في البرية وغير مهددة، وفقًا للتقييمات البيئية المحلية.

## وصلات خارجية
- Plants of the World Online – Antidesma acidum
- دراسة طبية عن خصائص النبات – NCBI